# Liste der Stolpersteine in Fehrbellin

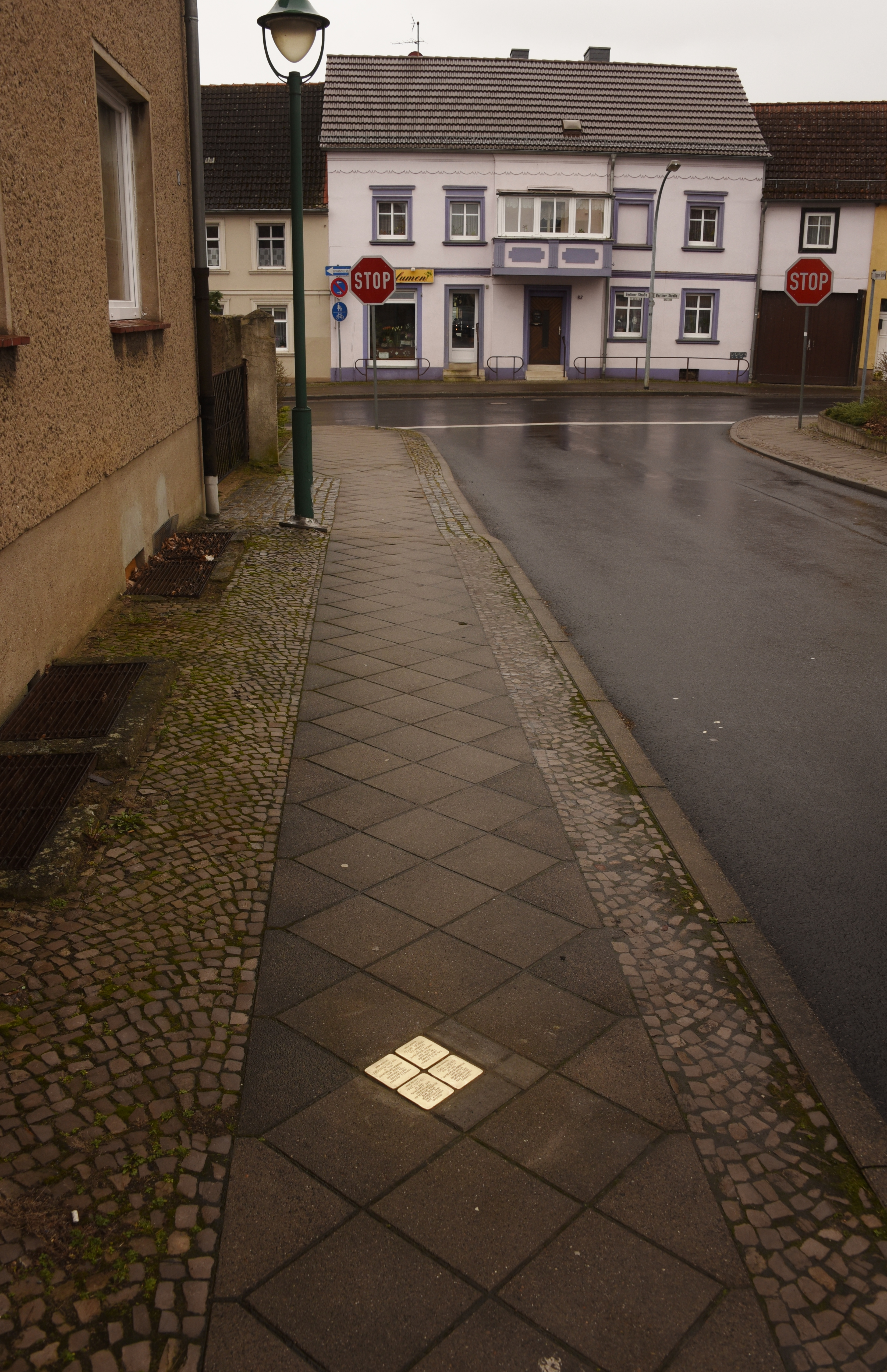
Stolpersteine für die Familie Nathan in Fehrbellin

Die Liste der Stolpersteine in Fehrbellin umfasst jene Stolpersteine, die vom Kölner Künstler Gunter Demnig in der brandenburgischen Stadt Fehrbellin verlegt wurden. Stolpersteine erinnern an das Schicksal der Menschen, die von den Nationalsozialisten ermordet, deportiert, vertrieben oder in den Suizid getrieben wurden. Die Stolpersteine wurden vom Kölner Künstler Gunter Demnig konzipiert und werden in der Regel von ihm vor dem letzten selbstgewählten Wohnsitz des Opfers verlegt.
Die erste Verlegung in Fehrbellin erfolgte am 29. März 2015.

## Opfergruppen
Es gab keine eigenständige jüdische Gemeinde in Fehrbellin. Die wenigen dort ansässigen Juden zählten zur Mitte des 19. Jahrhunderts gegründeten jüdischen Gemeinde von Neuruppin, die über Synagoge und Schule verfügte. Eine Regierungsverordnung aus dem Jahr 1814 verbot den Transport von Leichen über mehr als einer preußischen Meile. In der Folge entstanden jüdische Friedhöfe in Gransee, Wusterhausen, Lindow, Fehrbellin und Neuruppin. Vom jüdischen Friedhof in Fehrbellin zeugt nur noch ein 1999 errichteter Gedenkstein auf einem überwucherten Hügel.
Bereits 1934 kündigte Hitler in Berlin an: „Ich werde diese Brut aus Deutschland ausrotten!“. Im Jahr 1929 war in Das goldene Zeitalter, der Vorgängerzeitschrift von Erwachet! vor dem Nationalsozialismus gewarnt worden, im August 1933 wurde über die Existenz von Konzentrationslagern geschrieben. Kurz nach der Machtergreifung Hitlers wurden die Zeugen Jehovas verboten, am 10. April 1933 in Mecklenburg-Schwerin, drei Tage später in Bayern, am 24. Juni 1933 in Bayern. Hitler wollte sich mit den beiden Großkirchen gut stellen, Vertreter beider Großkirchen riefen zu Spitzeldiensten auf, zum Verrat von Mitgliedern diese Sekte. Die Zeugen Jehovas verweigerten auf Grund ihres Glaubens den Hitler-Gruß, nahmen nicht an Wahlen teil und sonstigen Veranstaltungen. Sie verweigerten den Beitritt in NS-Zwangskörperschaften, ihre Kinder wurden keine Mitglieder der Hitler-Jugend. Die Verfolgung der damals Bibelforscher genannten erfolgte nur offiziell aus religiösen Gründen, in Wirklichkeit aber wegen ihrer konsequenten Haltung, die zur Wehrdienstverweigerung führte. Die Antwort der NS-Justiz war Todesurteil und Hinrichtung. Dies betraf auch den in Fehrbellin lebenden Melker Herbert Christoph.

## Stolpersteine
In Fehrbellin wurden fünf Stolpersteine an zwei Adressen verlegt.
| Stolperstein | Übersetzung | Standort            | Name, Leben |
| ------------ | --- | ------------------- | --- |
|              | HIER WOHNTE HERBERT CHRISTOPH JG. 1909 ZEUGE JEHOVAS VERHAFTET 9.12.1942 KRIEGSDIENST VERWEIGERT VERURTEILT 22.12.1942 HINGERICHTET 22.1.1943 SCHIESSPL. KATHARINENHOLZ POTSDAM | Rhinstraße 16 ·     | Herbert Christoph wurde am 30. Juli 1909 in Zittau geboren. Er war Melker und arbeitete als Oberschweizer auf dem Bauernhof der Familie Dreusicke in Fehrbellin. Christoph war verheiratet mit Elisabeth. Das Paar hatte drei Kinder, Else, Hansjürgen und Manfred. 1932 konvertierte er zu den Zeugen Jehovas. 1936 wurde er das erste Mal angeklagt, da er sich mit zwei anderen Zeugen Jehovas traf. Seinem Glauben entsprechend wollte Christoph nicht zum Wehrdienst eingezogen werden, um diesem zu entgehen, wurde er Mitglied der Feuerwehr. Als er 1942 trotzdem einberufen wurde, verweigerte er den Dienst und wurde am 9. Dezember 1942 verhaftet und in Potsdam inhaftiert. Seine Frau, auf Grund der Verhaftung verlor sie auch jegliche staatliche Unterstützung für die Kinder, darf ihn im Gefängnis besuchen und versuchen ihn umzustimmen. Christoph willigt ein und leistet eine Woche lang den Grundwehrdienst. Als seine Einheit zur weiteren Ausbildung in die Ukraine verlegt werden sollte, verweigerte er erneut. Am 22. Dezember 1942 wurde er zum Tode wegen Wehrkraftzersetzung verurteilt. Herbert Christoph wurde am 22. Januar 1943 auf dem Militärschießplatz Katharinenholz bei Potsdam standrechtlich erschossen. Aus einem Brief an seine Familie vom 26. Dezember 1942: „Denn, wenn es keine gäbe, die dem Herrn treu blieben, wie sollte sich die Schrift erfüllen.“          |
|              | HIER WOHNTE ERNA NATHAN GEB. GOTTFELD JG. 1905 UNFREIWILLIG VERZOGEN 1938 BERLIN DEPORTIERT 1943 THERESIENSTADT 1944 AUSCHWITZ ERMORDET                                         | Ruppiner Straße 2 · | Erna Nathan, geborene Gottfeld, wurde am 31. Oktober 1905 in Berlin geboren. Sie heiratete den Modehändler Hans Nathan aus Fehrbellin. Ihre Schwiegereltern wurden nach Theresienstadt deportiert und kamen dort 1942 ums Leben. Erna und Hans Nathan mussten in Berlin Zwangsarbeit leisten. Im Rahmen der Fabrikaktion wurden sie Ende Februar 1943 in Berlin verhaftet und mit dem Transport I/90 am 18. März 1943 nach Theresienstadt deportiert. Erna Nathans Transportnummer war 11187. Sechzehneinhalb Monate später, am 6. Oktober 1944, wurde das Ehepaar mit dem Transport Eo in das Vernichtungslager Auschwitz überstellt. Nathans Transportnummer auf diesem Transport war 1224. Erna Nathan und ihr Ehemann wurden dort ermordet. |
|              | HIER WOHNTE HANS NATHAN JG. 1896 'SCHUTZHAFT' 1938 SACHSENHAUSEN UNFREIWILLIG VERZOGEN 1938 BERLIN DEPORTIERT 1943 THERESIENSTADT 1944 AUSCHWITZ ERMORDET                       | Ruppiner Straße 2 · | Hans Nathan wurde am 12. Juni 1896 geboren. Seine Eltern waren Richard Nathan und Selma, geborene Michaelis, die ein Modegeschäft im Zentrum von Fehrbellin führten. Er hatte einen jüngeren Bruder, Kurt (geboren 1898). Hans Nathan arbeitete im Modegeschäft seiner Eltern. Nach der sogenannten „Reichskristallnacht“ wurde er in das KZ Sachsenhausen verschleppt, wo er bis Ende Dezember 1938 inhaftiert blieb. Die Familie musste das Geschäft verkaufen und Fehrbellin verlassen. Sie zog nach Berlin. Hans Nathan war mit Erna, geborene Gottfeld verheiratet. Am 1. September 1942 wurden seine Eltern nach Theresienstadt deportiert. Beide verloren ihr Leben noch vor Ablauf des Jahres. Hans Nathan und seine Frau mussten in Berlin Zwangsarbeit verrichten und wurden im Rahmen der Fabrikaktion Ende Februar 1943 verhaftet und mit dem Transport I/90 am 18. März 1943 nach Theresienstadt deportiert. Seine Transportnummer war 11188. Sechzehneinhalb Monate später, am 6. Oktober 1944, wurde das Ehepaar mit Transport Eo in das Vernichtungslager Auschwitz überstellt. Auf diesem Transport war seine Transportnummer 1225. Hans Nathan und seine Frau wurden vom NS-Regime ermordet. Ungeklärt ist das Schicksal seines Bruders. Er war als Jude und Sozialdemokrat doppelt gefährdet. 1933 wurde er nach Sachsenhausen verschleppt, später soll ihm die Flucht nach Paris gelungen sein. |
|              | HIER WOHNTE RICHARD NATHAN JG. 1864 UNFREIWILLIG VERZOGEN 1938 BERLIN DEPORTIERT 1942 THERESIENSTADT ERMORDET 11.9.1942                                                         | Ruppiner Straße 2 · | Richard Nathan wurde am 4. Mai 1864 in Fehrbellin geboren. Er heiratete Selma, geborene Michaelis, die aus Gransee stammte. Das Paar hatte zwei Söhne, Nathan und Kurt, geboren 1896 und 1898. Das jüdische Ehepaar führte ein beliebtes Modegeschäft im Zentrum der Gemeinde und galt als sehr sozial. 1933 wurde der jüngere Sohn, ein Sozialdemokrat, in das KZ Sachsenhausen verschleppt, nach der sogenannten „Reichskristallnacht“ ereilte dasselbe Schicksal den älteren Bruder, diesmal aus rassistischen Gründen. Hans Nathan wurde Ende Dezember 1938 entlassen. Die Familie musste das Geschäft aufgeben und die Gemeinde verlassen. Sie zogen nach Berlin. Am 1. September 1942 wurden Richard und Selma Nathan mit dem Transport I/56 nach Theresienstadt deportiert. Seine Transportnummer war 5838. Die Kosten für die „Umsiedlung“ wurden vom NS-Regime in Rechnung gestellt. In Theresienstadt verschlechterte sich beider Gesundheitszustand rasch. Richard Nathan verlor sein Leben am 11. September desselben Jahres um 04:30 Uhr. In seiner Todesfallanzeige ist als Todesursache Enteritis angegeben. Seine Frau verlor ihr Leben einen Monat später. Der ältere Sohn und dessen Ehefrau Erna wurden 1944 in Auschwitz ermordet. Das Schicksal des jüngeren Sohnes ist ungeklärt. Ihm soll die Flucht nach Paris geglückt sein.                                                               |
|              | HIER WOHNTE SELMA NATHAN GEB. MICHAELIS JG. 1874 UNFREIWILLIG VERZOGEN 1938 BERLIN DEPORTIERT 1942 THERESIENSTADT ERMORDET 13.10.1942                                           | Ruppiner Straße 2 · | Selma Nathan, geborene Michaelis, wurde am 9. November 1874 in Gransee geboren. Sie heiratete Richard Nathan, der in Fehrbellin ansässig war. Das Paar hatte zwei Söhne, Nathan und Kurt, geboren 1896 und 1898. Sie führten ein Modegeschäft im Zentrum der Gemeinde und waren unter anderem deshalb beliebt, weil sie die Armen mit Kleidung unterstützten. Im Ersten Weltkrieg wurde der jüngere Sohn verwundet. 1933 wurde er, ein Sozialdemokrat, in das KZ Sachsenhausen verschleppt. 1938, nach der sogenannten „Reichskristallnacht“, ereilte dasselbe Schicksal den älteren Bruder, jetzt aus rassistischen Gründen. Hans Nathan wurde Ende Dezember 1938 entlassen und kehrte nach Fehrbellin zurück. Doch die Familie musste das Geschäft aufgeben und die Gemeinde verlassen. Sie zogen nach Berlin. Am 1. September 1942 wurden Richard und Selma Nathan mit dem Transport I/56 nach Theresienstadt deportiert. Ihre Transportnummer war 5839. Beider Gesundheitszustand verschlechterte sich rasch. Selma Nathan verlor am 13. Oktober desselben Jahres ihr Leben, ihr Mann war einen Monat zuvor zu Tode gekommen. In ihrer Todesfallanzeige ist als Todesursache Erysipel angegeben. Ihr älterer Sohn und dessen Ehefrau wurden 1944 in Auschwitz ermordet. Dem jüngeren Sohn soll die Flucht nach Paris geglückt sein, sein weiteres Schicksal ist ungeklärt.                                      |

## Verlegedaten
- 29. März 2015: Rhinstraße 16
- 5. September 2018: Ruppiner Straße 2